# Ryder Cup 1997
Navigation
1995 1999
La Ryder Cup 1997, trente deuxième édition de la compétition, a lieu du 26 septembre au 28 septembre 1997, au Valderrama Golf Club (en) situé à San Roque, en Espagne.
Cette Ryder Cup, est la toute première à se dérouler en Europe continentale.
L'équipe européenne remporte la compétition sur le score de 14½ à 13½.
Il s’agit de la première des sept victoires consécutives à domicile de l’Europe, une série qui est toujours en cours, après la victoire des européens au Marco Simone Golf and Country Club (en) à Rome en 2023.

## Organisation

### Parcours
Le parcours du Valderrama Golf Club (en) de San Roque, une commune espagnole de la communauté autonome d’Andalousie, située dans la province de Cadix, est un par 71 (35 à l'aller, 36 au retour) pour une longueur totale de 6 734 yards (6 157 mètres).
| Aller | Aller | Aller                     | Retour | Retour | Retour                    |
| N°    | Par   | Distance (yards / mètres) | N°     | Par    | Distance (yards / mètres) |
| ----- | ----- | ------------------------- | ------ | ------ | ------------------------- |
| 1     | 4     | 389 / 356                 | 10     | 4      | 364 / 333                 |
| 2     | 4     | 399 / 365                 | 11     | 5      | 547 / 500                 |
| 3     | 3     | 173 / 158                 | 12     | 3      | 197 / 180                 |
| 4     | 5     | 535 / 489                 | 13     | 4      | 402 / 368                 |
| 5     | 4     | 381 / 348                 | 14     | 4      | 370 / 338                 |
| 6     | 3     | 163 / 149                 | 15     | 3      | 200 / 183                 |
| 7     | 4     | 461 / 422                 | 16     | 4      | 422 / 386                 |
| 8     | 4     | 345 / 315                 | 17     | 5      | 511 / 467                 |
| 9     | 4     | 441 / 403                 | 18     | 4      | 434 / 397                 |
| Aller | 35    | 3 287 / 3 005             | Retour | 36     | 3 447 / 3 152             |

## Équipes
Comme lors des éditions précédentes, dix joueurs américains sont sélectionnés à partir des dix premiers joueurs au classement des points de l'Official World Golf Ranking. Les deux derniers qualifiés Fred Couples et Lee Janzen sont les deux choix du capitaine Tom Kite.
La sélection des joueurs pour l'équipe européenne, est la même que lors de l'édition précédente. Dix joueurs qualifiés en fonction de leur classement dans la liste des gains durant l'European Tour de 1997, et les deux choix du capitaine Severiano Ballesteros.
La phase de qualification pour l'Europe est la même que lors des précédentes édition. Elle débute avec le Canon European Masters qui se déroule en Suisse au début du mois de septembre 1996, et se clôture le 31 août 1997, juste après l'Open d’Allemagne.
Si le capitaine Ballesteros se retrouvait au classement dans les 10 premiers de l'European Tour, il avait le choix de se retirer et de sélectionner un troisième joueur.
L'espagnol, José María Olazábal et l'irlandais Padraig Harrington étaient respectivement 11e et 12e au classement dans la liste des gains durant l'European Tour de 1997. Mais l'incertitude quant à la forme physique de Miguel Ángel Martín (en) qui était 10e au classement, obligea le capitaine européen Ballesteros, qui devait annoncé ses deux choix de capitaine après l'Open d’Allemagne, à reporté son annonce.
Le mardi 2 septembre, Martín reçu un ultimatum de la part du capitaine européen ou il devrait prouver, en jouant un 18 trous le lendemain, qu'il était physiquement capable de participer à la Ryder Cup. Martin ayant refusé d'y participer, le capitaine Ballesteros le remplaça par le joueur espagnol Olazábal qui était 11e au classement général.
Le jeudi 4 septembre, le capitaine européen Ballesteros annonça ses deux choix, l'anglais Nick Faldo et le suédois Jesper Parnevik.
| Europe                | Europe                               | États-Unis      | États-Unis                          |
| --------------------- | ------------------------------------ | --------------- | ----------------------------------- |
|                       |                                      |                 |                                     |
| Capitaines            |                                      |                 |                                     |
| Severiano Ballesteros | Severiano Ballesteros                | Tom Kite        | Tom Kite                            |
| Joueur                | Note                                 | Joueur          | Note                                |
| Thomas Bjørn          | débutant                             | Fred Couples    | Choix du capitaine 5e participation |
| Darren Clarke         | débutant                             | Brad Faxon (en) | 2e participation                    |
| Nick Faldo            | Choix du capitaine 11e participation | Jim Furyk       | débutant                            |
| Ignacio Garrido (en)  | débutant                             | Scott Hoch (en) | débutant                            |
| Per-Ulrik Johansson   | 2e participation                     | Lee Janzen      | Choix du capitaine 2e participation |
| Bernhard Langer       | 9e participation                     | Tom Lehman      | 2e participation                    |
| Colin Montgomerie     | 4e participation                     | Justin Leonard  | débutant                            |
| José María Olazábal   | 5e participation                     | Davis Love III  | 3e participation                    |
| Jesper Parnevik       | Choix du capitaine débutant          | Jeff Maggert    | 2e participation                    |
| Costantino Rocca      | 3e participation                     | Phil Mickelson  | 2e participation                    |
| Lee Westwood          | débutant                             | Mark O'Meara    | 4e participation                    |
| Ian Woosnam           | 8e participation                     | Tiger Woods     | débutant                            |

## Compétition
La Ryder Cup est une compétition de match-play par équipes. Chaque match rapportant 1 point. Le format de cette édition, est la suivante :
- Première journée (vendredi) : 4 matchs en fourballs et 4 matchs en foursomes
- Deuxième journée (samedi) : 4 matchs en fourballs et 4 matchs en foursomes
- Troisième journée (dimanche) : 12 matchs individuels

Format des matches :
- Fourballs : Dans ce format, par équipe de deux joueurs, tous les golfeurs jouent leurs balles et le golfeur qui réalise le meilleur score du trou donne un point à son équipe. Si le meilleur joueur européen et le meilleur joueur américain sont à égalité, les deux équipes partagent le trou[8].

- Foursomes : Dans ce format, par équipe de deux joueurs, les deux golfeurs d'une équipe jouent la même balle à tour de rôle. L’un des joueurs commence les départs pairs et l’autre les impairs. Si l'équipe européenne et l'équipe américaine sont à égalité, les deux équipes partagent le trou[9].

Les scores :
- 1 up signifie que l'équipe possède un point d'avance. Une équipe remporte un match sur ce score si elle mène d'un point après le dernier trou.

- 3 et 2 indique que l'équipe en tête mène de trois coups d'avance avec seulement deux trous encore à disputer. Elle remporte la rencontre car elle ne peut plus être rattrapée. Les deux derniers trous ne sont pas joués.

- Égalité indique ques les deux équipes terminent sur un score identique. Le point est partagé et chaque équipes remportent ½ point.

Avec un total de 28 points, 14½ points sont nécessaires pour remporter la Coupe, tandis que 14 points suffisent pour que le champion en titre conserve la Coupe.

### Première journée
Vendredi 26 septembre 1997 - Matin
| Europe                               | Résultats           | États-Unis                    |
| ------------------------------------ | ------------------- | ----------------------------- |
| José María Olazábal Costantino Rocca | Europe 1 up         | Davis Love III Phil Mickelson |
| Nick Faldo Lee Westwood              | États-Unis : 1 up   | Fred Couples Brad Faxon (en)  |
| Jesper Parnevik Per-Ulrik Johansson  | Europe : 1 up       | Justin Leonard Jim Furyk      |
| Colin Montgomerie Bernhard Langer    | États-Unis : 3 et 2 | Tiger Woods Mark O'Meara      |
| 2                                    | Session             | 2                             |
| 2                                    | Au général          | 2                             |

Vendredi 26 septembre 1997 - Après-midi
| Europe                               | Résultats         | États-Unis                  |
| ------------------------------------ | ----------------- | --------------------------- |
| Costantino Rocca José María Olazábal | États-Unis : 1 up | Scott Hoch (en) Lee Janzen  |
| Bernhard Langer Colin Montgomerie    | Europe : 5 et 3   | Mark O'Meara Tiger Woods    |
| Nick Faldo Lee Westwood              | Europe : 3 et 2   | Justin Leonard Jeff Maggert |
| Jesper Parnevik Ignacio Garrido (en) | Égalité           | Tom Lehman Phil Mickelson   |
| 2½                                   | Session           | 1½                          |
| 4½                                   | Au général        | 3½                          |

### Deuxième journée
Samedi 27 septembre 1997 - Matin
| Europe                                   | Résultats       | États-Unis                     |
| ---------------------------------------- | --------------- | ------------------------------ |
| Colin Montgomerie Darren Clarke          | Europe : 1 up   | Fred Couples Davis Love III    |
| Ian Woosnam Thomas Bjørn                 | Europe : 2 et 1 | Justin Leonard Brad Faxon (en) |
| Nick Faldo Lee Westwood                  | Europe : 2 et 1 | Tiger Woods Mark O'Meara       |
| José María Olazábal Ignacio Garrido (en) | Égalité         | Phil Mickelson Tom Lehman      |
| 3½                                       | Session         | 1½                             |
| 8                                        | Au général      | 4                              |

Samedi 27 septembre 1997 - Après-midi
| Europe                               | Résultats           | États-Unis                   |
| ------------------------------------ | ------------------- | ---------------------------- |
| Colin Montgomerie Bernhard Langer    | Europe : 1 up       | Lee Janzen Jim Furyk         |
| Nick Faldo Lee Westwood              | États-Unis : 2 et 1 | Scott Hoch (en) Jeff Maggert |
| Jesper Parnevik Ignacio Garrido (en) | Égalité             | Justin Leonard Tiger Woods   |
| José María Olazábal Costantino Rocca | Europe : 5 et 4     | Davis Love III Fred Couples  |
| 2½                                   | Session             | 1½                           |
| 10½                                  | Au général          | 5½                           |

### Troisième journée
Dimanche 28 septembre 1997 - Après-midi
| Europe               | Résultats           | États-Unis      |
| -------------------- | ------------------- | --------------- |
| Ian Woosnam          | États-Unis : 8 et 7 | Fred Couples    |
| Per-Ulrik Johansson  | Europe : 3 et 2     | Davis Love III  |
| Jesper Parnevik      | États-Unis : 5 et 4 | Mark O'Meara    |
| Darren Clarke        | États-Unis : 2 et 1 | Phil Mickelson  |
| Costantino Rocca     | Europe : 4 et 2     | Tiger Woods     |
| Thomas Bjørn         | Égalité             | Justin Leonard  |
| Ignacio Garrido (en) | États-Unis : 7 et 6 | Tom Lehman      |
| Bernhard Langer      | Europe : 2 et 1     | Brad Faxon (en) |
| Lee Westwood         | États-Unis : 3 et 2 | Jeff Maggert    |
| José María Olazábal  | États-Unis : 1 up   | Lee Janzen      |
| Nick Faldo           | États-Unis : 3 et 2 | Jim Furyk       |
| Colin Montgomerie    | Égalité             | Scott Hoch (en) |
| 4                    | Session             | 8               |
| 14½                  | Au général          | 13½             |

## Statistiques
| Europe               | Europe                                | Europe           | Europe        | Europe           | États-Unis      | États-Unis         | États-Unis       | États-Unis    | États-Unis       |
| Joueur               | Nombre d'éditions                     | Avant 1997 V-D-N | En 1997 V-D-N | Après 1997 V-D-N | Joueur          | Nombre d'éditions  | Avant 1997 V-D-N | En 1997 V-D-N | Après 1997 V-D-N |
| -------------------- | ------------------------------------- | ---------------- | ------------- | ---------------- | --------------- | ------------------ | ---------------- | ------------- | ---------------- |
| Thomas Bjørn         | 1 1997                                | Aucun            | 1-0-1         | 1-0-1            | Fred Couples    | 5 1989-91-93-95-97 | 5-7-4            | 2-2-0         | 7-9-4            |
| Darren Clarke        | 1 1997                                | Aucun            | 1-1-0         | 1-1-0            | Brad Faxon (en) | 2 1995-97          | 1-2-0            | 1-2-0         | 2-4-0            |
| Nick Faldo           | 10 1977-79-81-83-85 87-89-91-93-95-97 | 21-16-3          | 2-3-0         | 21-19-3          | Jim Furyk       | 1 1997             | Aucun            | 1-2-0         | 1-2-0            |
| Ignacio Garrido (en) | 1 1997                                | Aucun            | 0-1-3         | 0-1-3            | Scott Hoch (en) | 1 1997             | Aucun            | 2-0-1         | 2-0-1            |
| Per-Ulrik Johansson  | 1 1995-97                             | 1-2-0            | 2-0-0         | 3-2-0            | Lee Janzen      | 2 1993-97          | 0-2-0            | 2-1-0         | 2-3-0            |
| Bernhard Langer      | 9 1981-83-85-87-89 91-93-95-97        | 15-11-2          | 3-1-0         | 18-12-2          | Tom Lehman      | 2 1993-97          | 2-1-0            | 1-1-2         | 2-2-2            |
| Colin Montgomerie    | 4 1991-93-95-97                       | 6-5-2            | 3-1-1         | 9-6-3            | Justin Leonard  | 1 1997             | Aucun            | 0-2-2         | 0-2-2            |
| José María Olazábal  | 5 1987-89-91-93-97                    | 12-6-2           | 2-2-1         | 14-8-3           | Davis Love III  | 3 1993-95-97       | 5-4-0            | 0-4-0         | 5-8-0            |
| Jesper Parnevik      | 1 1997                                | Aucun            | 1-1-2         | 1-1-2            | Jeff Maggert    | 2 1995-97          | 2-2-0            | 2-1-0         | 4-3-0            |
| Costantino Rocca     | 3 1993-95-97                          | 3-4-0            | 3-1-0         | 6-5-0            | Phil Mickelson  | 2 1995-97          | 3-0-0            | 1-1-2         | 4-1-2            |
| Lee Westwood         | 1 1997                                | Aucun            | 2-3-0         | 2-3-0            | Mark O'Meara    | 4 1985-89-91-97    | 2-5-1            | 2-2-0         | 4-7-1            |
| Ian Woosnam          | 8 1983-85-87-89-91 93-95-97           | 13-11-4          | 1-1-0         | 14-12-4          | Tiger Woods     | 1 1997             | Aucun            | 1-3-1         | 1-3-1            |